# Cambria Iron Company

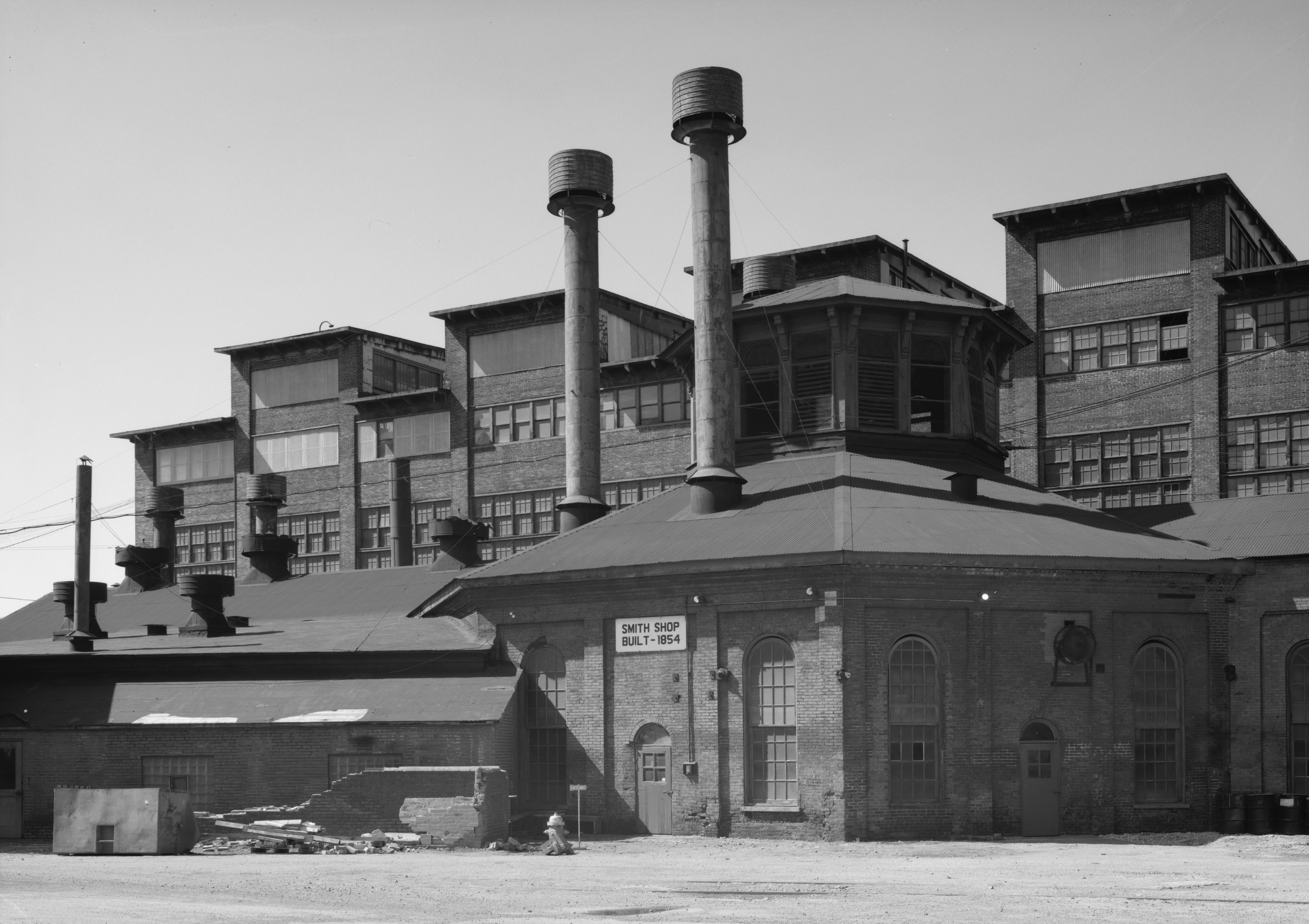
Il Blacksmith Shop come appariva nel 1958

La Cambria Iron Company è un National Historic Landmark degli Stati Uniti ubicato nei pressi di Johnstown in Pennsylvania. Si tratta di una vecchia acciaieria, fondata nel 1852, che diede un contributo importante all'industria siderurgica statunitense. William Kelly implementò molte delle sue invenzioni nel settore della siderurgia in questo impianto.

## Storia
La società nacque con il nome di Cambria Iron Works e soltanto nel 1898, dopo una riorganizzazione, venne ridenominata Cambria Steel Company. Nel 1916, la Midvale Steel acquistò la Cambria Steel Company e la rivendette poi alla Bethlehem Steel Company nel 1923.

## National Historic Landmark
Secondo il NHL summary, "La Cambria Iron Works chiuse nel 1992. Nel 2001, la Johnstown Redevelopment Authority acquisì tre delle strutture principali del complesso (il Blacksmith Shop, il Machine Shop e l'adiacente Carpenter Shop) dalla Bethlehem Steel Corporation, al fine di restituire gli edifici alla fruizione del pubblico, in un sito di vitale importanza industriale, commerciale e turistica."